# 호레즘주
호레즘주(우즈베크어: Хоразм вилояти)는 우즈베키스탄의 행정 구역으로, 우즈베키스탄 북서부 아무다리야강 하류에 위치하고 있으며 부하라 주와 카라칼파크스탄, 투르크메니스탄과 인접해 있다.
호레즘 주는 10개 구로 구성되어 있으며 주도는 우르겐치(인구 135,000명)이다. 주요 도시로 히바, 쇼보트, 혼카가 있다.
호레즘 주의 기후는 전형적인 대륙성 기후를 띤다. 대표적인 농산물은 목화이지만 쌀과 포도, 멜론, 박, 감자 등도 생산된다. 공업은 목화 가공과 면실유 추출, 직물 관련 산업을 중심으로 발전하고 있다. 히바에서는 페르시아 융단이 생산되는데 주로 수출용으로 생산된다.
호레즘 주를 경유하는 철도는 총연장 130km 이상에 달하며 총연장 2,000km에 달하는 포장 도로가 호레즘 주를 경유한다. 호레즘 제국과 히바 칸국의 수도로 번영을 이룬 히바의 구 시가지는 유네스코가 지정한 세계유산에 등록되어 있어서 우즈베키스탄의 대표적인 관광 자원으로 손꼽힌다.

## 같이 보기
- 화레즘